# آشاغی آغاسی بی‌لی
آشاغی آغاسی بی‌لی (به لاتین: Aşağı Ağasıbəyli) یک منطقه مسکونی در جمهوری آذربایجان است که در شهرستان ساموخ واقع شده است. این روستا ۴۴۲ نفر جمعیت دارد.